# Wolf Hoffmann
Wolf Hoffmann (* 10. prosince 1959 v Mohuči, Západní Německo) je německý kytarista, známý především jako člen německé heavy metalové skupiny Accept. V roce 1997 vyšlo jeho sólové album Classical s rockovými verzemi klasických skladeb. Své druhé sólové album nazvané Headbangers Symphony vydal roku 2016. Podílel se na sólovém albu člena skupiny Skid Row Sebastiana Bacha Bring 'Em Bach Alive!. V roce 1996, po rozpadu skupiny Accept, začal Wolf Hoffman pracovat jako profesionální fotograf. V současnosti žije v Nashville. Jeho žena Gaby byla manažerkou Accept a napsala i několik textů k jejich písním pod pseudonymem Deaffy.

## Sólová diskografie
- Classical (1997)
- Headbangers Symphony (2016)

| Skladba                          | Délka | Originální skladba                                   | Poznámka |
| -------------------------------- | ----- | ---------------------------------------------------- | -------- |
| Prelude                          | 1:25  | Carmen - Prélude (Georges Bizet)                     |          |
| In the Hall of the Mountain King | 3:14  | Ve sluji Krále Hor (Edvard Grieg)                    |          |
| Habanera                         | 5:14  | Carmen - Habanera (Georges Bizet)                    |          |
| Arabian Dance                    | 5:14  | Louskáček - Arabský Tanec (Pyotr Ilyich Tchaikovsky) |          |
| The Moldau                       | 4:54  | Má vlast - Vltava (Bedřich Smetana)                  |          |
| Bolero                           | 8:17  | Bolero (Maurice Ravel)                               |          |
| Blues for Elise                  | 4:02  | Pro Elišku (Ludwig van Beethoven)                    |          |
| Aragonaise                       | 4:27  | Carmen - Aragonaise (Georges Bizet)                  |          |
| Solveig's Song                   | 3:45  | Peer Gynt - Solveig's song (Georges Bizet)           |          |
| Western Sky                      | 4:26  | Wolf Hoffmann                                        |          |
| Pomp & Circumstance              | 3:42  | Pomp and Circumstance (Edward Elgar)                 |          |